# 조너선 골드스타인 (영화 각본가)
조너선 M. 골드스틴(영어: Jonathan M. Goldstein, 1968년 9월 2일 ~ )은 미국의 영화 각본가, 제작자이다. 존 프랜시스 데일리와 콤비를 이루어 영화 《스트레스를 부르는 그 이름 직장상사》(2011), 《하늘에서 음식이 내린다면 2》(2013), 《휴가 대소동》(2015), 《스파이더맨: 홈커밍》(2017) 등의 작품에서 각본을 담당했다.